# Becsei József (labdarúgó)
Becsei József (Budapest, 1950. október 10. – Budapest, 2013. november 24.) válogatott labdarúgó, csatár. Testvére Becsei Péter, magyar bajnok labdarúgó.

## Pályafutása

### Klubcsapatban
1967-ben igazolt a BVSC-be a Hőpalackból. 1969 és 1976 között az MTK labdarúgója volt. Tagja volt az 1976-ban magyar kupa-döntős csapatnak.

### A válogatottban
1974-ben egy alkalommal szerepelt a válogatottban.

## Sikerei, díjai
- Magyar kupa
  - döntős: 1976[5]

## Statisztika

### Mérkőzése a válogatottban
| Magyarország | Magyarország         | Magyarország         | Magyarország | Magyarország | Magyarország | Magyarország | Magyarország | Magyarország |
| #            | Dátum                | Helyszín             | Hazai        | Eredmény     | Vendég       | Kiírás       | Gólok        | Esemény      |
| ------------ | -------------------- | -------------------- | ------------ | ------------ | ------------ | ------------ | ------------ | ------------ |
| 1.           | 1974. szeptember 28. | Bécs, Práter stadion | Ausztria     | 1 – 0        | Magyarország | barátságos   | -            |              |
|              | Összesen             |                      |              | 1            | mérkőzés     |              | 0            | gól          |